# Sophia Dmitrievna Ponomareva

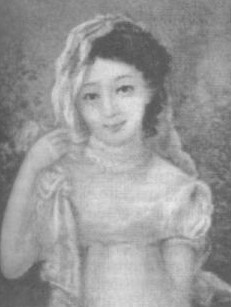
Sophia Dmitrievna Ponomareva

Sophia Dmitrievna Ponomarev, född 1794, död 1824, var en rysk salongsvärd och mecenat. Hon var känd för sitt stöd för konstnärer, och hennes salong blev omtalad för sin atmosfär av trubadurtillbedjan, som framför allt tillägnades henne. 